# Nina Noeske
Nina Noeske (* 1975 in Bonn) ist eine deutsche Musikwissenschaftlerin. Sie ist seit 2022 Inhaberin des Lehrstuhls Historische Musikwissenschaft, insbesondere für Musik des 19. Jahrhunderts am gemeinsamen  Institut für Musikwissenschaft Weimar-Jena.

## Leben
Nina Noeske studierte Musikwissenschaft, Philosophie und Musikpraxis in Bonn, Weimar und Jena. Sie promovierte 2005 am Institut für Musikwissenschaft Weimar-Jena über „Neue Instrumentalmusik in der DDR“. Im Anschluss arbeitete sie dort als wissenschaftliche Mitarbeiterin im Projekt Die Neudeutsche Schule und war dann von 2007 bis 2011 wissenschaftliche Mitarbeiterin im Forschungszentrum Musik und Gender an der Hochschule für Musik, Theater und Medien Hannover. 2012 vertrat sie Professuren in Hannover und an der Hochschule für Musik und Theater Hamburg. Von 2012 bis 2014 lehrte und forschte sie als Assistenzprofessorin an der Universität Salzburg. Im Jahr 2014 nahm sie – unmittelbar im Anschluss an die Habilitation in Hannover zum Thema Diskursanalyse der Liszt’schen ‚Faust-Symphonie – einen Ruf auf die Professur für Musikwissenschaft mit einem Gender-Schwerpunkt an der Hochschule für Musik und Theater Hamburg an. Dort wurde sie u. a. Mitherausgeberin von  MUGI (Musik und Gender im Internet). Seit 2018 leitet sie mit Lars Klingberg und Matthias Tischer das Projekt Musikgeschichte Online: DDR.
Seit 2022 hat sie am gemeinsamen Institut für Musikwissenschaft der Hochschule für Musik Franz Liszt Weimar und der Friedrich-Schiller-Universität Jena den Lehrstuhl für Historische Musikwissenschaft, insbesondere der Musik des 19. Jahrhunderts inne.

## Veröffentlichungen (Auswahl)
- Film – Musik – Gender: Konstruktion von Identität(en). Hg. von Nina Noeske, Themenheft der Zeitschrift Musiktheorie, Heft 3 (2022).
- Musik und Liebe. Hg. von Nina Noeske und Matthias Tischer, Köln, Weimar, Wien: Böhlau 2022 (= KlangZeiten 20). DOI: https://doi.org/10.7788/9783412526733
- Gender und Neue Musik: Von den 1950er Jahren bis in die Gegenwart. Hg. von Vera Grund und Nina Noeske, Bielefeld: transcript 2021 (= Musik und Klangkultur).
- Analyse des Werturteils – Analysen, wer urteilt? 'Qualität‘ und Qualitätsmaßstäbe in der Musikforschung, in: Zeitschrift der Gesellschaft für Musiktheorie (ZGMTH) 17/1 (2020), S. 81–102
- Musik in der Science-Fiction / Music in Science fiction. Hg. von Knut Holtsträter, Tarek Krohn, Nina Noeske und Willem Strank, Freiburg: Waxmann 2019 (= Jahrbuch „Lied und Populäre Kultur / Song and Popular Culture“ 64).
- Musikalische Postmoderne in der DDR. Nachtrag zu einer leidenschaftlich geführten Debatte, in: NZfM 5 (2019), S. 28–31.
- Ruth Berghaus und Paul Dessau: Komponieren – Choreographieren – Inszenieren. Hg. von Nina Noeske und Matthias Tischer, Köln, Weimar, Wien: Böhlau 2018 (= KlangZeiten. Musik, Politik und Gesellschaft 14).
- Liszts „Faust“. Ästhetik – Politik – Diskurs [Habilitationsschrift Hannover 2013], Köln, Weimar, Wien: Böhlau 2017 (= Musik – Kultur – Gender 15).
- Musikalische Dekonstruktion. Neue Instrumentalmusik in der DDR [Diss. Weimar-Jena 2005], Köln, Weimar, Wien: Böhlau 2007 (= KlangZeiten – Musik, Politik und Gesellschaft 3).